# Konkow
El konkow (també anomenat concow-maidu, maidu del Nord-oest o Koyoomk'awi, en la seva pròpia llengua) és una llengua que forma part del grup de les llengües maidu. La paraula koyoo significa «prat», i la 'm' addicional és la forma d'adjectiu de la paraula 'Koyoo+ [m, adj.] k'awi + [m, adj.] Ma'a [tribu].' Era parlada a Califòrnia i es tracta d'una llengua severament amenaçada, ja que només queden dues o tres persones vives que encara la parlin com a primera llengua. Com a part d'un esforç per a recuperar el reconeixement oficial d'un dels grups konkow com una tribu reconeguda federalment per la Bureau of Indian Affairs, ha començat un esforç proporcionar l'ensenyament de la llengua entre els descendents de la tribu original i membres de famílies afiliades.

## Dialectes
El konkow té almenys nou dialectes, designats avui d'acord amb la localitat en la qual es parlava cadascun. Aquests dialectes eren: Otaki; Mikchopdo; Cherokee; Eskeni; Pulga; Nemsu; Feather Falls; Challenge; i Bidwell Bar. El lèxic de cadascun continua sent limitat. A més pot haver-hi moltes variacions familiars dins de cada grup dialectal, per la qual cosa sens dubte no hi havia un idioma konkow, però konkow significa una pronunciació fonològicament diferent del que popularment es defineix com a maidu o maidu de la Muntanya, és a dir, en termes dels patrons d'accent prosòdic en el lèxic. D'acord amb les dades històriques limitades, a finals del segle xix només hi restaven quatre d'aquests dialectes.

### Noms alternatius
Els noms alternatius per al konkow són: Maidu; Maidu, Northwest; Meidoo; Tsamak; Michopdo; Concow; Holólupai; Konkau; Yuba; Secumne; Maiduan; Nákum; Sekumne; Northwest Maidu; Northwestern Maidu.

### Konkow modern
Des de 2002 un dialecte que podria ser anomenat konkow modern, basat en el que convencionalment s'anomena dialecte cherokee del konkow, ha esdevingut d'ús limitat per alguns nadius californians amb llaços familiars i culturals a l'antiga tribu konkow. Aquest dialecte es basa principalment en el dialecte après de Mary Jones, un dels últims parlants de l'antic konkow, que va aprendre el dialecte que es parlava en el veïnatge de Cherokee (Califòrnia). Es promou amb un curs d'estudi en DVD amb el títol Vint-i-dues lliçons en la llengua Koyoongk'awi.
A partir del 2010 també està disponible material d'aprenentatge en mp3 del dialecte mechoopda, en base de velles gravacions d'Emma Cooper, realitzades durant la dècada de 1940 com a part de l'esforç de guerra. També basats en les gravacions d'Emma Coopertambé s'ha creat l'aplicació «Konkow Toddler» per a iPhone, iPad, i altres aparells iOS el juliol de 2012.
També es poden aconseguir materials per a l'estudi del konkow, inclòs el curs de 22 lliçons abans esmenat, a la pàgina web de la Konkow Maidu Cultural Preservation Association.